# Lista zdobywców Pucharu Świata w skokach narciarskich

Ilustracja przedstawiająca trofeum przyznawane zwycięzcom Pucharu Świata.

Puchar Świata w skokach narciarskich – jest przyznawany po zakończeniu sezonu przez Międzynarodową Federację Narciarską (FIS) skoczkowi, który uzyskał największą liczbę punktów w ciągu całego sezonu. Po raz pierwszy Puchar Świata – Kryształową Kulę – przyznano w sezonie 1979/1980, a wywalczył go austriacki skoczek – Hubert Neuper. Pierwszym skoczkiem, który dwa razy zdobył Kryształową Kulę był Armin Kogler, który wygrywał klasyfikację końcową w sezonach 1980/1981 i 1982/1983. Pierwszym zdobywcą Pucharu Świata używającym stylu V był Jan Boklöv w sezonie 1988/1989.
W sezonie 2011/2012 po raz pierwszy został przeprowadzony Puchar Świata kobiet, a wywalczyła go amerykańska skoczkini Sarah Hendrickson.
FIS nie ogłasza oficjalnego zdobywcy Pucharu Świata do momentu zakończenia ostatniego konkursu w sezonie. Skoczek narciarski może jednak zapewnić sobie to trofeum wcześniej, uzyskując taką przewagę nad pozostałymi skoczkami, że nie mają oni możliwości uzyskania wystarczającej liczby punktów, aby go wyprzedzić, nawet w sytuacji, gdyby ten skoczek nie startował lub nie zdobył punktów do końca sezonu.
Ogółem dwudziestu sześciu skoczków sięgało po Puchar Świata. Rekordzistami pod względem liczby zdobytych pucharów są Matti Nykänen i Adam Małysz, którzy czterokrotnie zwyciężali klasyfikację generalną Pucharu Świata. Ponadto Adam Małysz w sezonach 2000/2001–2002/2003 zdobył trzy puchary z rzędu, czego wcześniej nie dokonał żaden skoczek. Najwięcej, siedmiu zdobywców Pucharu Świata pochodzi z Austrii. Puchar Świata zdobyła również czwórka Finów i Norwegów, trzech Niemców oraz po dwóch Polaków i Słoweńców. Ponadto jednokrotnie PŚ zdobywali reprezentanci Czech, Japonii, Szwajcarii i Szwecji.
W historii Pucharu Świata skoczkiem, który miał największą przewagę punktową nad drugim zawodnikiem w klasyfikacji generalnej w momencie zakończenia sezonu był Peter Prevc, który w sezonie 2015/2016 uzyskał 813 punktów przewagi nad drugim Severinem Freundem. Natomiast przed sezonem 1993/1994, kiedy to obowiązywała poprzednia punktacja, największą przewagę nad drugim zawodnikiem miał Matti Nykänen, który w sezonie 1987/1988 uzyskał 95 punktów przewagi nad drugim Pavlem Plocem. W sezonie 2014/2015 Severin Freund, miał tyle samo punktów co Peter Prevc, obaj zawodnicy mieli po 1729 punktów, Niemiec został sklasyfikowany wyżej dzięki większej liczbie zwycięstw. Począwszy od sezonu 1993/1994 kiedy to obowiązuje obecna punktacja minimalną przewagę nad drugim zawodnikiem Pucharu Świata miał Janne Ahonen, który w sezonie 2003/2004 pokonał Roara Ljøkelsøya o 10 punktów.
Najmłodszym zdobywcą Pucharu Świata jest Toni Nieminen, który tryumfował w wieku 16 lat i 303 dni w sezonie 1991/1992, a najmłodszym w historii podwójnym zwycięzcą Pucharu Świata jest Primož Peterka, który wygrywał w sezonach 1996/1997 i 1997/1998. Najstarszym zdobywcą Pucharu Świata jest Stefan Kraft, który w sezonie 2023/2024 zwyciężył w wieku 30 lat i 316 dni.

## Chronologiczna lista triumfatorów
Poniższa tabela przedstawia chronologiczne zestawienie zwycięzców Pucharu Świata wraz z liczbą zwycięstw, miejsc na podium i punktów zdobytych podczas wskazanego sezonu oraz przewagą nad drugim zawodnikiem klasyfikacji generalnej i wiekiem skoczka podczas ostatnich zawodów zaliczanych do Pucharu Świata.
| Sezon     | Skoczek               | Reprezentacja | Liczba zwycięstw | Liczba miejsc na podium | Liczba punktów | Przewaga nad drugim zawodnikiem | Wiek             | Źródło              |
| --------- | --------------------- | ------------- | ---------------- | ----------------------- | -------------- | ------------------------------- | ---------------- | ------------------- |
| 1979/1980 | Hubert Neuper         | Austria*      | 3                | 11                      | 238            | 18                              | 19 lat, 177 dni  | [ 2 ] [ 3 ] [ 4 ]   |
| 1980/1981 | Armin Kogler          | Austria*      | 3                | 12                      | 205            | 4                               | 21 lat, 199 dni  | [ 2 ] [ 5 ] [ 6 ]   |
| 1981/1982 | Armin Kogler          | Austria*      | 3                | 7                       | 189            | 16                              | 22 lata, 205 dni | [ 2 ] [ 7 ] [ 8 ]   |
| 1982/1983 | Matti Nykänen         | Finlandia     | 10               | 13                      | 277            | 47                              | 19 lat, 253 dni  | [ 2 ] [ 9 ] [ 10 ]  |
| 1983/1984 | Jens Weißflog         | NRD           | 7                | 12                      | 230            | 13                              | 19 lat, 247 dni  | [ 2 ] [ 11 ] [ 12 ] |
| 1984/1985 | Matti Nykänen         | Finlandia*    | 6                | 10                      | 224            | 26                              | 21 lat, 250 dni  | [ 2 ] [ 13 ] [ 14 ] |
| 1985/1986 | Matti Nykänen         | Finlandia     | 7                | 14                      | 250            | 18                              | 22 lata, 249 dni | [ 2 ] [ 15 ] [ 16 ] |
| 1986/1987 | Vegard Opaas          | Norwegia*     | 4                | 7                       | 218            | 26                              | 26 lat, 70 dni   | [ 2 ] [ 17 ] [ 18 ] |
| 1987/1988 | Matti Nykänen         | Finlandia*    | 10               | 12                      | 282            | 95                              | 24 lata, 253 dni | [ 2 ] [ 19 ] [ 20 ] |
| 1988/1989 | Jan Boklöv            | Szwecja       | 5                | 8                       | 247            | 55                              | 22 lata, 346 dni | [ 2 ] [ 21 ] [ 22 ] |
| 1989/1990 | Ari-Pekka Nikkola     | Finlandia     | 4                | 10                      | 287            | 48                              | 20 lat, 313 dni  | [ 2 ] [ 23 ] [ 24 ] |
| 1990/1991 | Andreas Felder        | Austria*      | 7                | 10                      | 260            | 54                              | 29 lat, 24 dni   | [ 2 ] [ 25 ] [ 26 ] |
| 1991/1992 | Toni Nieminen         | Finlandia     | 9                | 12                      | 269            | 40                              | 16 lat, 303 dni  | [ 2 ] [ 27 ] [ 28 ] |
| 1992/1993 | Andreas Goldberger    | Austria*      | 2                | 9                       | 206            | 21                              | 20 lat, 199 dni  | [ 2 ] [ 29 ] [ 30 ] |
| 1993/1994 | Espen Bredesen        | Norwegia*     | 4                | 12                      | 1203           | 93                              | 26 lat, 53 dni   | [ 2 ] [ 31 ] [ 32 ] |
| 1994/1995 | Andreas Goldberger    | Austria       | 10               | 15                      | 1571           | 636                             | 22 lata, 89 dni  | [ 2 ] [ 33 ] [ 34 ] |
| 1995/1996 | Andreas Goldberger    | Austria       | 6                | 10                      | 1416           | 32                              | 23 lata, 108 dni | [ 2 ] [ 35 ] [ 36 ] |
| 1996/1997 | Primož Peterka        | Słowenia      | 7                | 14                      | 1402           | 194                             | 18 lat, 23 dni   | [ 2 ] [ 37 ] [ 38 ] |
| 1997/1998 | Primož Peterka        | Słowenia      | 4                | 10                      | 1253           | 19                              | 19 lat, 22 dni   | [ 2 ] [ 39 ] [ 40 ] |
| 1998/1999 | Martin Schmitt        | Niemcy        | 10               | 18                      | 1753           | 58                              | 21 lat, 51 dni   | [ 2 ] [ 41 ] [ 42 ] |
| 1999/2000 | Martin Schmitt        | Niemcy        | 11               | 17                      | 1833           | 381                             | 22 lata, 50 dni  | [ 2 ] [ 43 ] [ 44 ] |
| 2000/2001 | Adam Małysz           | Polska        | 11               | 14                      | 1531           | 358                             | 23 lata, 105 dni | [ 2 ] [ 45 ] [ 46 ] |
| 2001/2002 | Adam Małysz           | Polska        | 7                | 14                      | 1457           | 216                             | 24 lata, 111 dni | [ 2 ] [ 47 ] [ 48 ] |
| 2002/2003 | Adam Małysz           | Polska        | 3                | 10                      | 1357           | 122                             | 25 lat, 110 dni  | [ 2 ] [ 49 ] [ 50 ] |
| 2003/2004 | Janne Ahonen          | Finlandia     | 3                | 13                      | 1316           | 10                              | 26 lat, 313 dni  | [ 2 ] [ 51 ] [ 52 ] |
| 2004/2005 | Janne Ahonen          | Finlandia     | 12               | 15                      | 1715           | 275                             | 27 lat, 307 dni  | [ 2 ] [ 53 ] [ 54 ] |
| 2005/2006 | Jakub Janda           | Czechy        | 5                | 10                      | 1151           | 127                             | 27 lat, 326 dni  | [ 2 ] [ 55 ] [ 56 ] |
| 2006/2007 | Adam Małysz           | Polska        | 9                | 13                      | 1453           | 134                             | 29 lat, 112 dni  | [ 2 ] [ 57 ] [ 58 ] |
| 2007/2008 | Thomas Morgenstern    | Austria*      | 10               | 16                      | 1794           | 233                             | 21 lat, 137 dni  | [ 2 ] [ 59 ] [ 60 ] |
| 2008/2009 | Gregor Schlierenzauer | Austria*      | 13               | 19                      | 2083           | 307                             | 19 lat, 74 dni   | [ 2 ] [ 61 ] [ 62 ] |
| 2009/2010 | Simon Ammann          | Szwajcaria    | 9                | 16                      | 1649           | 281                             | 28 lat, 260 dni  | [ 2 ] [ 63 ] [ 64 ] |
| 2010/2011 | Thomas Morgenstern    | Austria*      | 7                | 16                      | 1757           | 393                             | 24 lata, 133 dni | [ 2 ] [ 65 ] [ 66 ] |
| 2011/2012 | Anders Bardal         | Norwegia      | 3                | 12                      | 1325           | 58                              | 29 lat, 207 dni  | [ 2 ] [ 67 ] [ 68 ] |
| 2012/2013 | Gregor Schlierenzauer | Austria       | 10               | 16                      | 1620           | 621                             | 23 lata, 76 dni  | [ 2 ] [ 69 ] [ 70 ] |
| 2013/2014 | Kamil Stoch           | Polska        | 6                | 12                      | 1420           | 108                             | 26 lat, 302 dni  | [ 2 ] [ 71 ] [ 72 ] |
| 2014/2015 | Severin Freund        | Niemcy*       | 9                | 15                      | 1729           | 0                               | 25 lat, 245 dni  | [ 2 ] [ 73 ] [ 74 ] |
| 2015/2016 | Peter Prevc           | Słowenia      | 15               | 22                      | 2303           | 813                             | 23 lata, 182 dni | [ 2 ] [ 75 ] [ 76 ] |
| 2016/2017 | Stefan Kraft          | Austria       | 8                | 17                      | 1665           | 141                             | 23 lata, 317 dni | [ 2 ] [ 77 ] [ 78 ] |
| 2017/2018 | Kamil Stoch           | Polska        | 9                | 13                      | 1443           | 373                             | 30 lat, 304 dni  | [ 2 ] [ 79 ] [ 80 ] |
| 2018/2019 | Ryōyū Kobayashi       | Japonia       | 13               | 21                      | 2085           | 736                             | 22 lata, 136 dni | [ 2 ] [ 81 ]        |
| 2019/2020 | Stefan Kraft          | Austria       | 5                | 15                      | 1659           | 140                             | 26 lat, 304 dni  | [ 2 ] [ 82 ]        |
| 2020/2021 | Halvor Egner Granerud | Norwegia*     | 11               | 13                      | 1572           | 382                             | 24 lata, 303 dni | [ 2 ] [ 83 ]        |
| 2021/2022 | Ryōyū Kobayashi       | Japonia       | 8                | 11                      | 1621           | 106                             | 25 lat, 139 dni  | [ 2 ] [ 84 ]        |
| 2022/2023 | Halvor Egner Granerud | Norwegia      | 12               | 18                      | 2128           | 338                             | 26 lat, 308 dni  | [ 2 ] [ 85 ]        |
| 2023/2024 | Stefan Kraft          | Austria*      | 13               | 20                      | 2149           | 476                             | 30 lat, 316 dni  | [ 2 ] [ 86 ]        |
| 2024/2025 | Daniel Tschofenig     | Austria*      | 8                | 15                      | 1805           | 153                             | 23 lata, 2 dni   | [ 87 ]              |

* – reprezentacja ta zwyciężyła również w klasyfikacji Pucharu Narodów w danym sezonie.

## Klasyfikacja zawodników

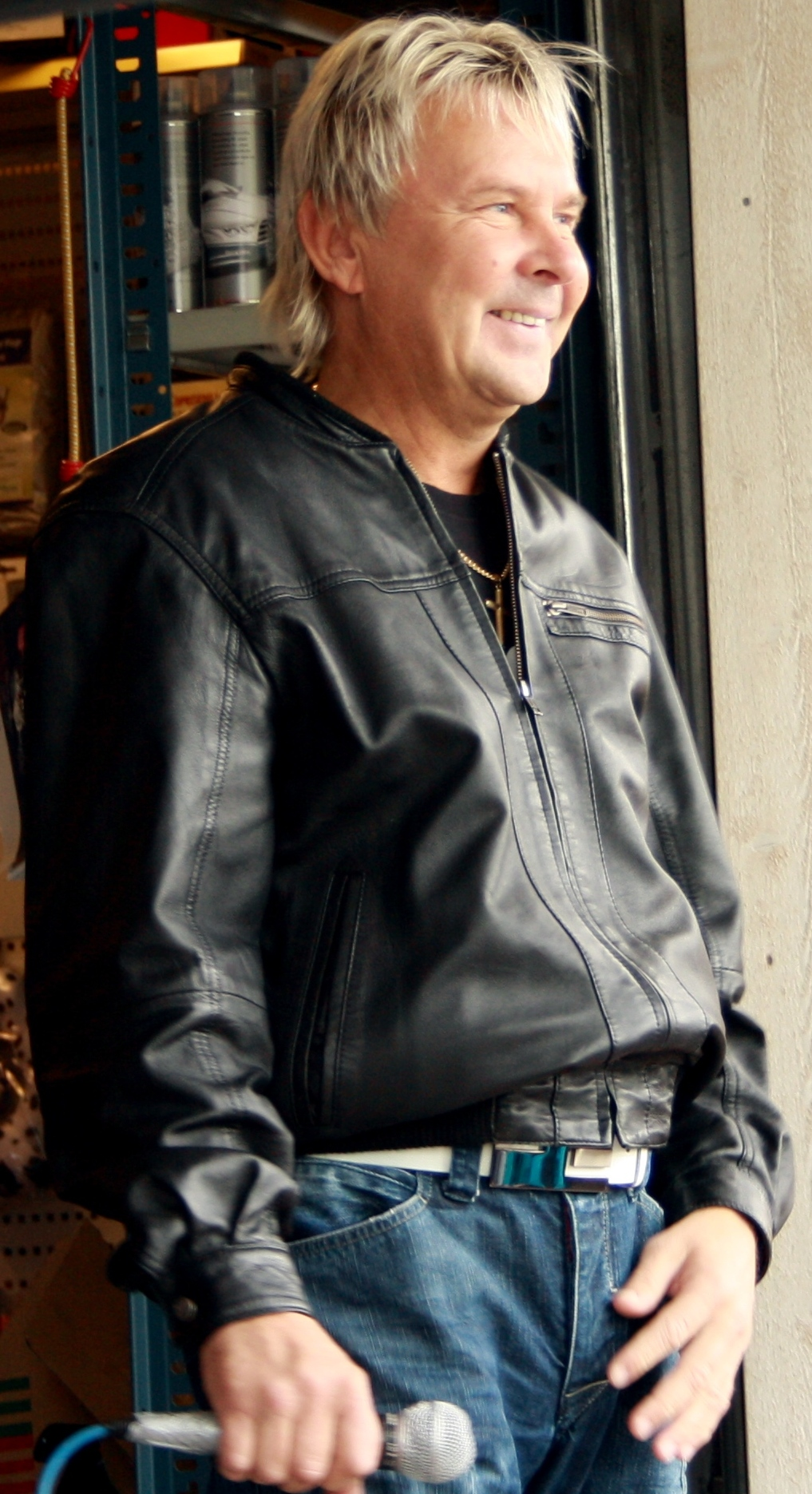
Matti Nykänen, zdobywca czterech Pucharów Świata.

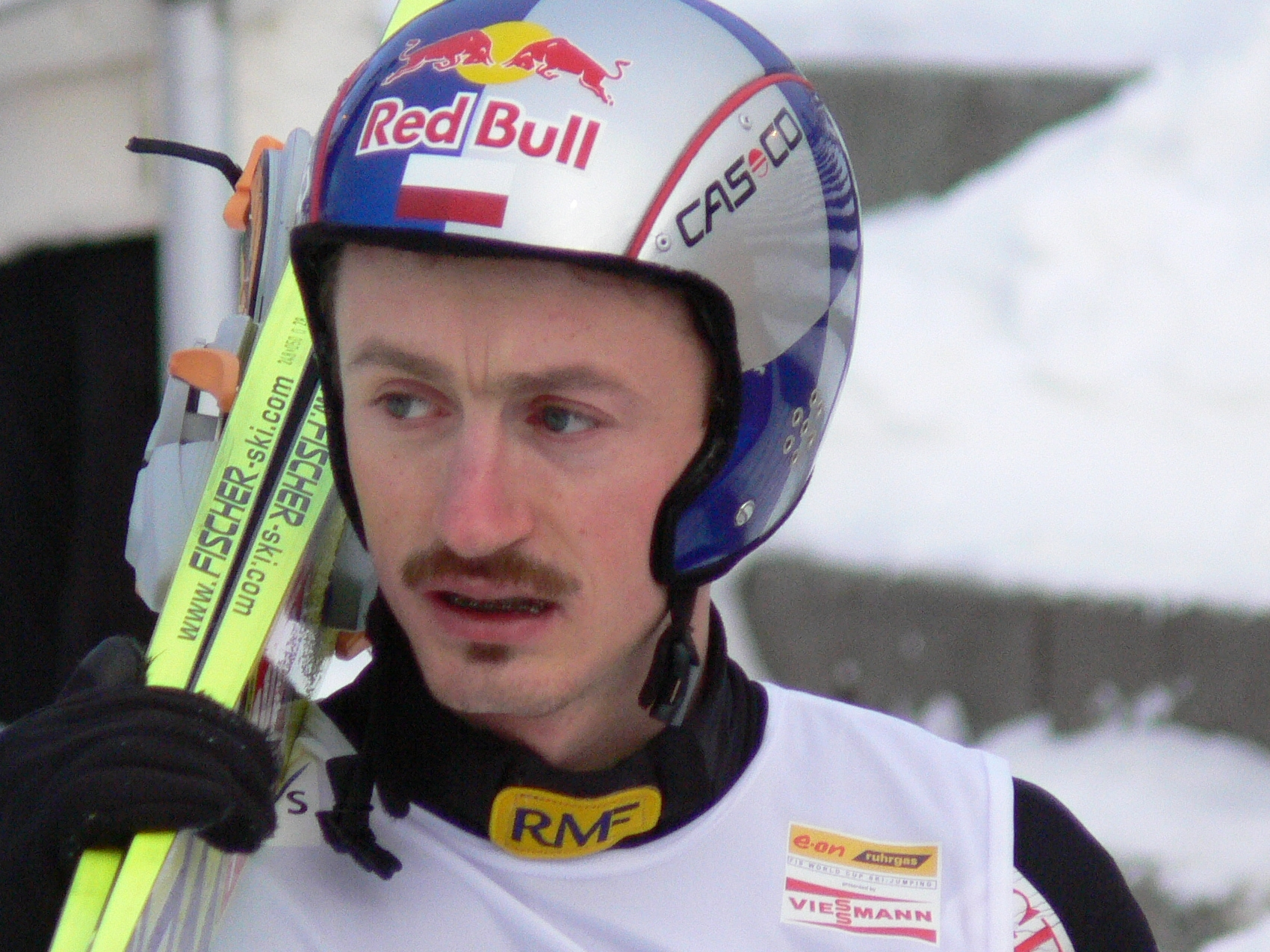
Adam Małysz, zwycięzca czterech Pucharów Świata, w tym trzech z rzędu.

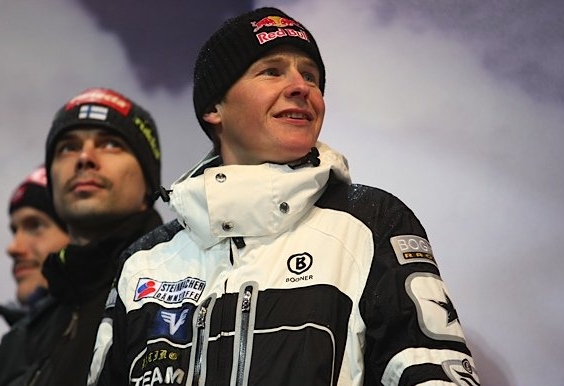
Andreas Goldberger, zdobywca trzech Pucharów Świata.

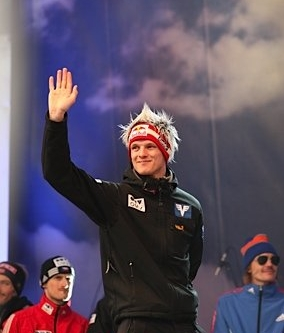
Thomas Morgenstern, zwycięzca Pucharu Świata w sezonach 2007/2008 i 2010/2011.

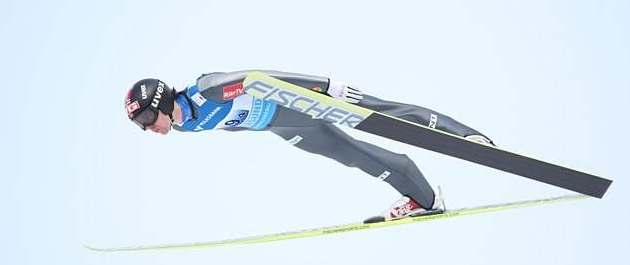
Anders Bardal, zwycięzca Pucharu Świata w sezonie 2011/2012.

Poniżej znajduje się klasyfikacja zawodników według liczby zdobytych Pucharów Świata.
| Skoczek               | Reprezentacja | Liczba pucharów | Sezony                | Źródło  |
| --------------------- | ------------- | --------------- | --------------------- | ------- |
| Matti Nykänen         | Finlandia     | 4               | 1983, 1985–1986, 1988 | [ 88 ]  |
| Adam Małysz           | Polska        | 4               | 2001–2003, 2007       | [ 89 ]  |
| Andreas Goldberger    | Austria       | 3               | 1993, 1995–1996       | [ 90 ]  |
| Stefan Kraft          | Austria       | 3               | 2017, 2020, 2024      | [ 91 ]  |
| Armin Kogler          | Austria       | 2               | 1981–1982             | [ 92 ]  |
| Primož Peterka        | Słowenia      | 2               | 1997–1998             | [ 93 ]  |
| Martin Schmitt        | Niemcy        | 2               | 1999–2000             | [ 94 ]  |
| Janne Ahonen          | Finlandia     | 2               | 2004–2005             | [ 95 ]  |
| Thomas Morgenstern    | Austria       | 2               | 2008, 2011            | [ 96 ]  |
| Gregor Schlierenzauer | Austria       | 2               | 2009, 2013            | [ 97 ]  |
| Kamil Stoch           | Polska        | 2               | 2014, 2018            | [ 98 ]  |
| Ryōyū Kobayashi       | Japonia       | 2               | 2019, 2022            | [ 99 ]  |
| Halvor Egner Granerud | Norwegia      | 2               | 2021, 2023            | [ 100 ] |
| Hubert Neuper         | Austria       | 1               | 1980                  | [ 101 ] |
| Jens Weißflog         | NRD           | 1               | 1984                  | [ 102 ] |
| Vegard Opaas          | Norwegia      | 1               | 1987                  | [ 103 ] |
| Jan Boklöv            | Szwecja       | 1               | 1989                  | [ 104 ] |
| Ari-Pekka Nikkola     | Finlandia     | 1               | 1990                  | [ 105 ] |
| Andreas Felder        | Austria       | 1               | 1991                  | [ 106 ] |
| Toni Nieminen         | Finlandia     | 1               | 1992                  | [ 107 ] |
| Espen Bredesen        | Norwegia      | 1               | 1994                  | [ 108 ] |
| Jakub Janda           | Czechy        | 1               | 2006                  | [ 109 ] |
| Simon Ammann          | Szwajcaria    | 1               | 2010                  | [ 110 ] |
| Anders Bardal         | Norwegia      | 1               | 2012                  | [ 111 ] |
| Severin Freund        | Niemcy        | 1               | 2015                  | [ 112 ] |
| Peter Prevc           | Słowenia      | 1               | 2016                  | [ 113 ] |
| Daniel Tschofenig     | Austria       | 1               | 2025                  | [ 114 ] |

### Skoczkowie, którzy zdobyli Puchar Świata z rzędu
Siedmiu skoczków zdobyło Puchar Świata co najmniej dwa razy z rzędu. Pięciu z nich dokonało tego kolejno po sobie w sezonach 1994/1995–2004/2005. Jedynym zawodnikiem, który zdobył PŚ w trzech kolejnych sezonach jest Adam Małysz. Poniżej znajduje się lista wszystkich zawodników, którzy zdobyli Kryształową Kulę przynajmniej dwa razy z rzędu.
| Tytuły | Skoczek            | Kraj      | Sezony              |
| ------ | ------------------ | --------- | ------------------- |
| 3      | Adam Małysz        | Polska    | 2000/2001–2002/2003 |
| 2      | Armin Kogler       | Austria   | 1980/1981–1981/1982 |
| 2      | Matti Nykänen      | Finlandia | 1984/1985–1985/1986 |
| 2      | Andreas Goldberger | Austria   | 1994/1995–1995/1996 |
| 2      | Primož Peterka     | Słowenia  | 1996/1997–1997/1998 |
| 2      | Martin Schmitt     | Niemcy    | 1998/1999–1999/2000 |
| 2      | Janne Ahonen       | Finlandia | 2003/2004–2004/2005 |

## Klasyfikacja państw
Poniższa tabela przedstawia klasyfikację państw, których zawodnicy zdobyli Puchar Świata w skokach narciarskich dla swojego kraju. 
| Kraj               | Liczba skoczków | Liczba pucharów | Zwycięzcy |
| ------------------ | --------------- | --------------- | --- |
| Austria            | 8               | 15              | Andreas Goldberger (3), Stefan Kraft (3), Armin Kogler (2), Thomas Morgenstern (2), Gregor Schlierenzauer (2), Hubert Neuper (1), Andreas Felder (1), Daniel Tschofenig (1) |
| Finlandia          | 4               | 8               | Matti Nykänen (4), Janne Ahonen (2), Ari-Pekka Nikkola (1), Toni Nieminen (1)                                                                                               |
| Polska             | 2               | 6               | Adam Małysz (4), Kamil Stoch (2) |
| Norwegia           | 4               | 5               | Halvor Egner Granerud (2), Vegard Opaas (1), Espen Bredesen (1), Anders Bardal (1)                                                                                          |
| Niemcy (w tym NRD) | 3               | 4               | Martin Schmitt (2), Jens Weißflog (1), Severin Freund (1) |
| Słowenia           | 2               | 3               | Primož Peterka (2), Peter Prevc (1) |
| Japonia            | 1               | 2               | Ryōyū Kobayashi (2) |
| Szwecja            | 1               | 1               | Jan Boklöv (1) |
| Czechy             | 1               | 1               | Jakub Janda (1) |
| Szwajcaria         | 1               | 1               | Simon Ammann (1) |